# 田川後藤寺站
田川後藤寺站（日语：／ Tagawa-Gotōshi eki */?）是一個位於日本福岡縣田川市，屬於九州旅客鐵道（JR九州）、平成筑豐鐵道的鐵路車站。日田彥山線的車站編號是JI14，後藤寺線是JJ06，平成筑豐鐵道糸田線是HC55。站房由JR九州所管理，為直營站，平成筑豊鐵道為無人站，驗票工作均由JR九州代為處理。名義上本站是田川市的代表站，但實際上，田川市採取本站和田川伊田站均為市內雙中心車站之一。
由於平成筑豐鐵道設有車站贊助命名權，本站由折扣店「MrMax」營運的有限公司MrMax取得命名權，自2009年4月1日起站名附有愛稱「MrMax田川後藤寺站」，但相關名稱只顯示在平成筑豐鐵道的月台看板上。

## 車站構造

### 站房
以水泥所建成的單層站房一座，為第三代站房，採用了左右對稱的設計，出入口位於站房中央，採用開放式設計，並附有兩層高、設有玻璃窗的天井，通道末端為驗票口。右側為JR站務室，設有附設綠窗口的票務處（只限上、下午繁忙時間開放）及驗票窗口。前方設有一部輕觸式JR售票機及投幣式電話；至於左側，前方為候車室，設有Ｌ形的塑膠長櫈，以及由福岡縣立西田川高等學校所管理的報告板兩塊，後方為原平成築豐鐵道的站務室，由於現時為無人站，原售票窗口現改為放置了一部簡易式的車票售票機，但只發售本站～金田～直方間及本站～金田～下伊田的車票。田川伊田～行橋間的車票並不發售（事實上由日田彥山線至田川伊田後轉回平成築豐鐵道的車費比採用全程平成築豐鐵道更便宜）。

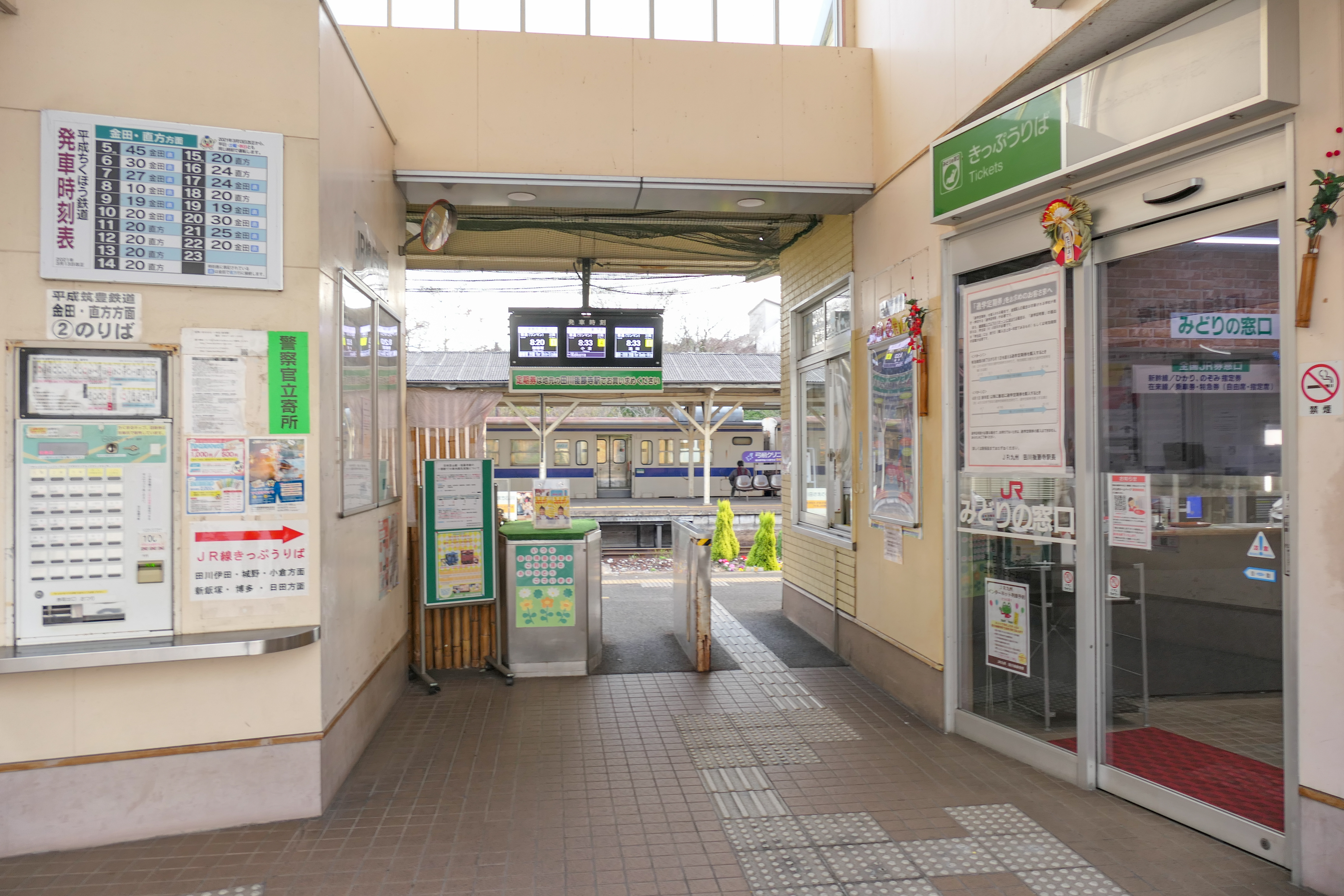
閘口(2021年12月)

### 月台配置
設有兩個側式月台及1個島式月台，而靠近站房的側式月台的北方另有切角式月台1線，合計3面5線。各月台以跨線橋連接。中央的2號側式月台為平成築豐鐵道的專用月台。其餘均為JR九州所使用。
| 月台 | 路線                     | 方向                     | 目的地                   | 備註                               |
| ---- | ------------------------ | ------------------------ | ------------------------ | ---------------------------------- |
| 0    | 後藤寺線                 | 上行                     | 新飯塚方向               | 每日4班由1號月台開出。             |
| 1    | JR月台，沒有固定發車模式 | JR月台，沒有固定發車模式 | JR月台，沒有固定發車模式 | JR月台，沒有固定發車模式           |
| 2    | ■糸田線                  | -                        | 金田、直方方向           | 平成築豐鐵道專用月台               |
| 3    | 日田彥山線               | 上行                     | 田川伊田、香春、小倉方向 | 部份班次由1號或4號月台開出         |
| 4    | 日田彥山線               | 下行                     | 添田方向                 | 4班由1號月台開出、2班由3號月台開出 |

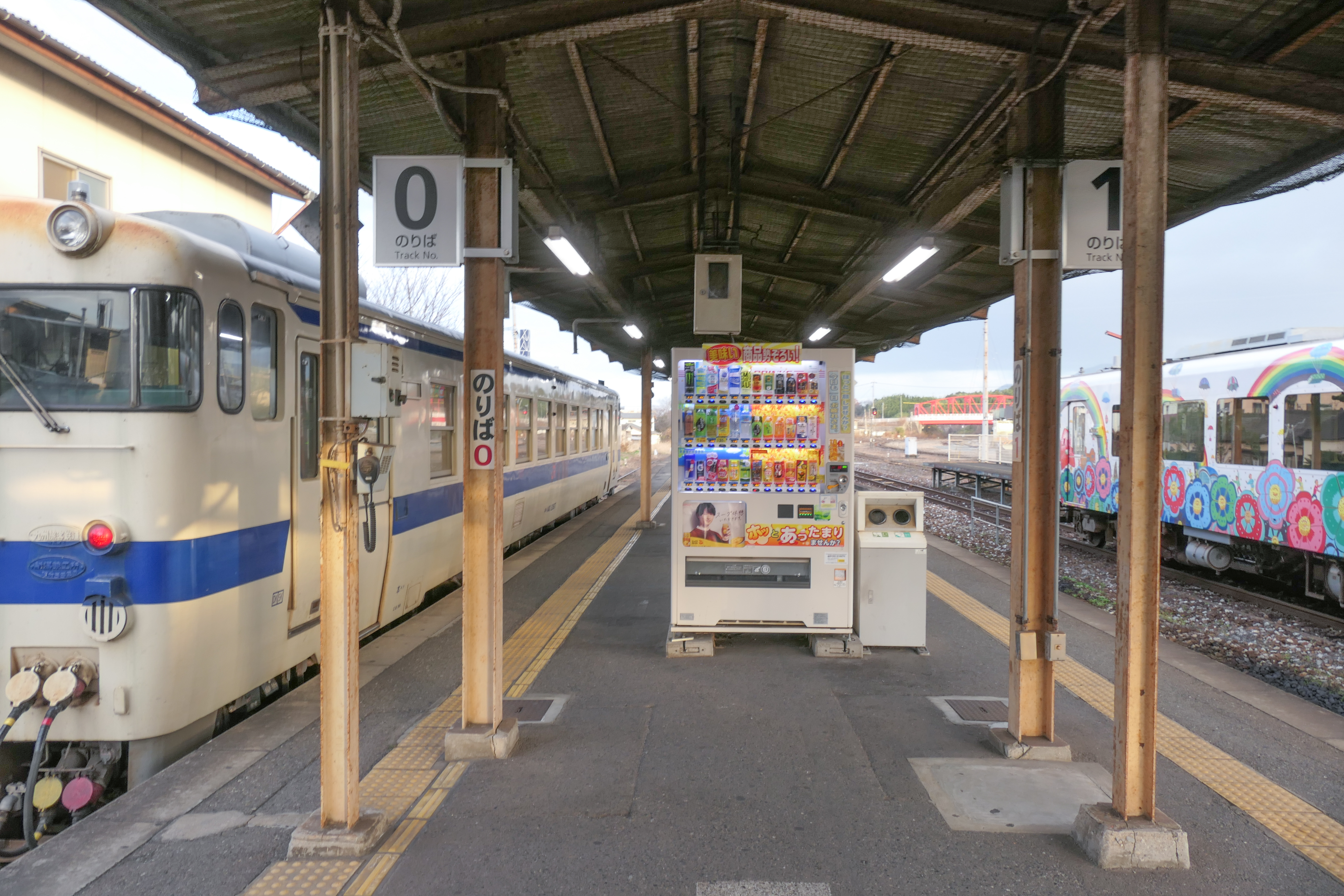
0號與1號月臺(2021年12月)
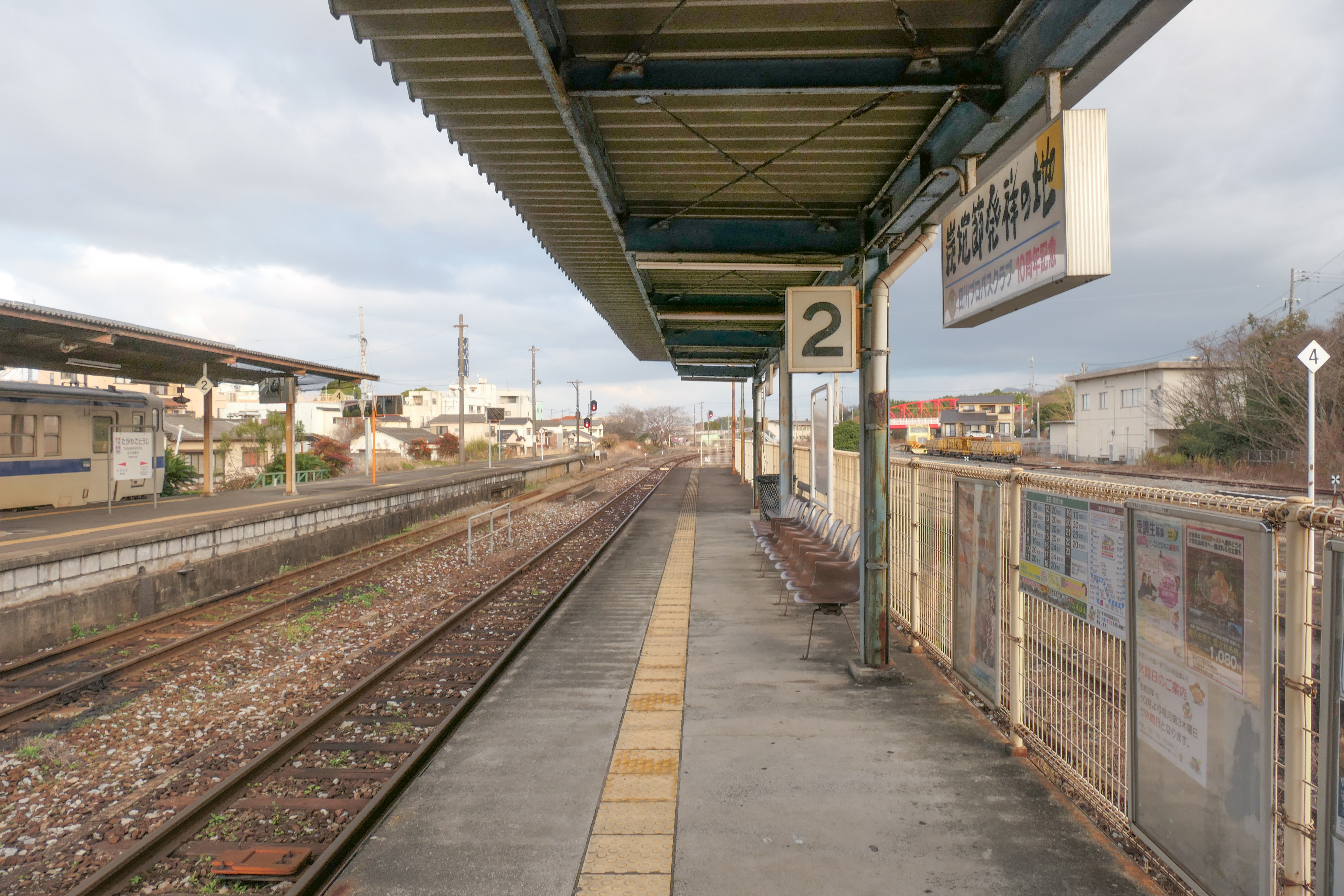
2號月臺(2021年12月)
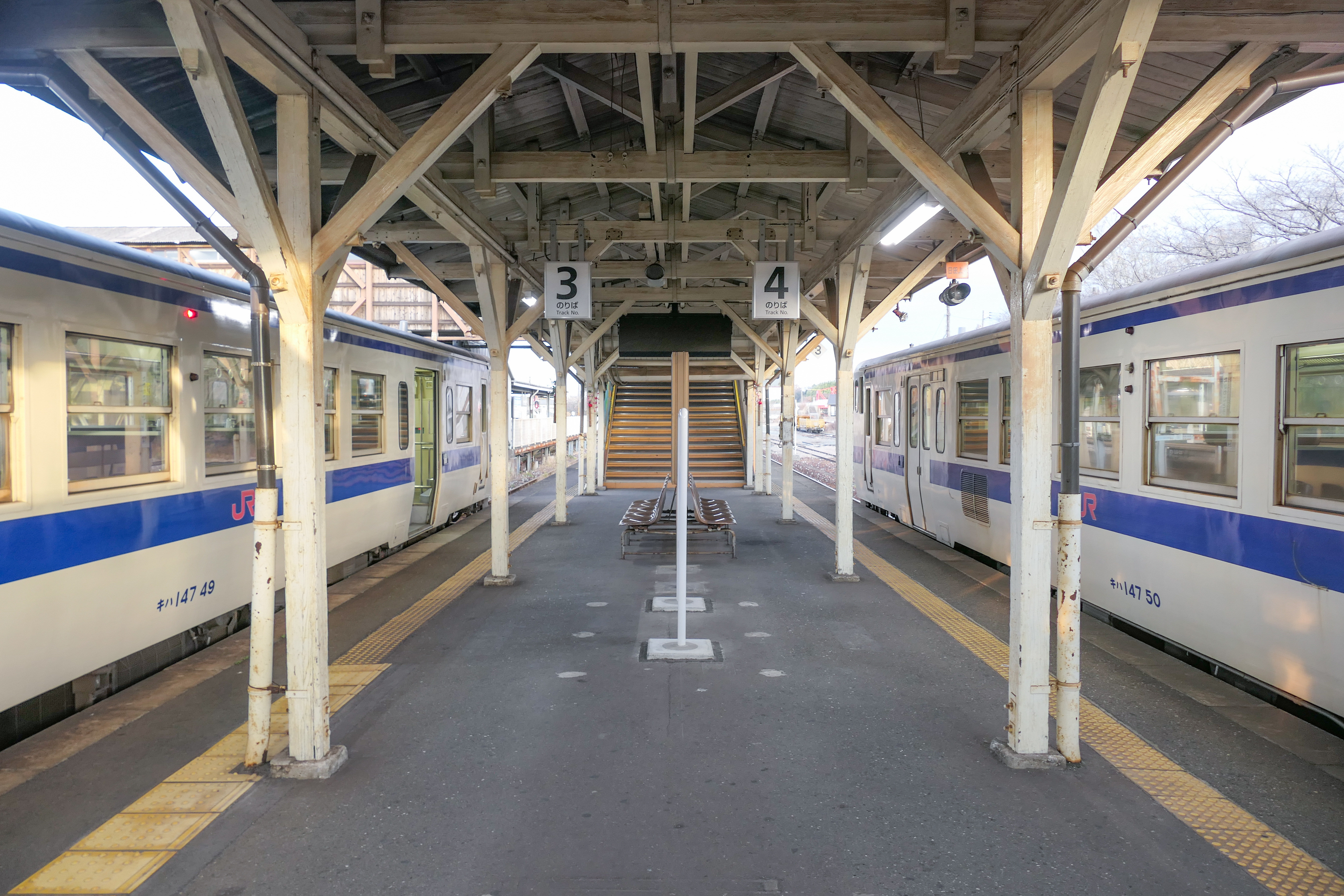
3號與4號月臺(2021年12月)

## 歷史

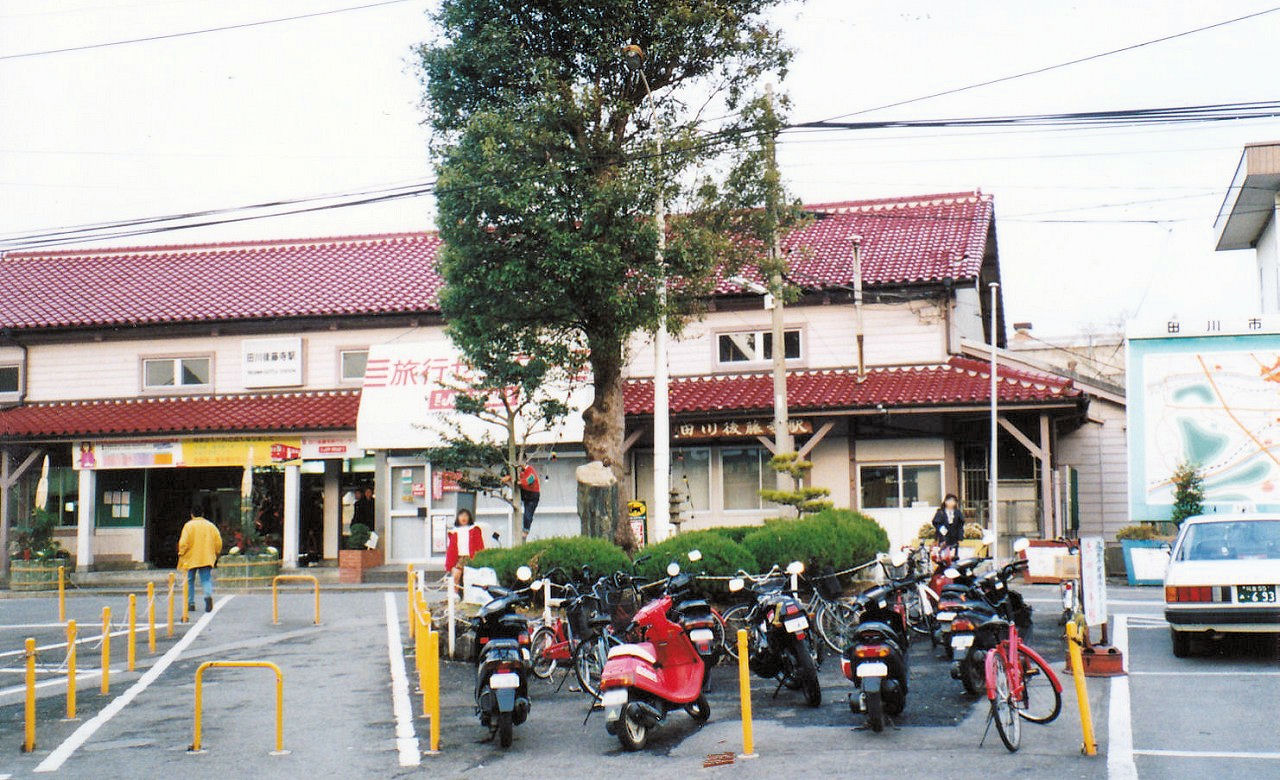
第一代站房（1991年12月）

- 1896年2月5日：豐州鐵道（初代）開設後藤寺站[1][4]。
- 1897年10月20日：後藤寺 - 宮床站間（即現在糸田站）支線（即現在「糸田線」）、以及後藤寺 - 起行站（貨物站）間支線開通[4]。
- 1901年9月3日：豐州鐵道與九州鐵道（初代）合併[5]。
- 1907年7月1日：九州鐵道（初代）國有化（日语：鉄道国有法），改為鐵道省管理，改稱為「田川線」[6]。
- 1916年：站房改建[7]。
- 1922年2月5日：九州產業鐵道（後來轉為產業水泥鐵道）赤坂 - 起行間開業，與原來貨物支線接駁[8]。
- 1943年7月1日：產業水泥鐵道國有化，原貨物支線改為後藤寺線編入[8]。
- 1982年11月3日：站名改稱為「田川後藤寺站」[1][4]。
- 1984年2月1日：取消貨物提取服務。
- 1987年4月1日：國鐵分割民營化，本站由九州旅客鐵道（JR九州）繼承[9]。
- 1989年10月1日：糸田線改由平成筑豐鐵道營運[10]。
- 1997年3月12日：以水泥及鋼架建成的第三代站房投入使用[7]。
- 2009年4月1日：平成筑豊鐵道車站加入副站名「MrMax」[2][3]。
- 2019年10月1日：平成筑豊鐵道全線引入車站編號。

## 使用情況
| 年度 | JR九州           | 平成筑豐鐵道       |
| 年度 | 1日平均 上車人次 | 1日平均 上下車人次 |
| ---- | ---------------- | ------------------ |
| 2008 | 非 公 開         | 710                |
| 2009 | 非 公 開         | 695                |
| 2010 | 非 公 開         | 638                |
| 2011 | 非 公 開         | 642                |
| 2012 | 非 公 開         | 632                |
| 2013 | 非 公 開         | 582                |
| 2014 | 非 公 開         | 536                |
| 2015 | 非 公 開         | 516                |
| 2016 | 900              | 512                |
| 2017 | 890              | 494                |
| 2018 | 879              | 470                |
| 2019 | 826              | 440                |
| 2020 | 602              | 357                |
| 2021 | 639              | 344                |
| 2022 | 685              | 322                |
| 2023 | 763              | 341                |

## 相鄰車站
九州旅客鐵道（JR九州）
 日田彥山線
■快速（上行只限1班運行）、■普通
田川伊田（JI13）－田川後藤寺（JI14）－池尻
 後藤寺線
■快速（只限每日1班由新飯塚開出）
新飯塚（JJ01） → 田川後藤寺（JJ06）
■普通
船尾（JJ05）－田川後藤寺（JJ06） → （日田彥山線）
 平成筑豐鐵道
■糸田線
大藪（HC54）－田川後藤寺（HC55）

### 統計數據
1. ↑   (PDF). 九州旅客鉄道. 2017-07-31  [2017-08-01]. （原始内容 (PDF)存档于2017-08-01）.
2. ↑   (PDF). 九州旅客鉄道.   [2019-05-20]. （原始内容 (PDF)存档于2018-07-17）.
3. ↑   (PDF). 九州旅客鉄道.   [2019-07-27]. （原始内容存档 (PDF)于2019-07-12）.
4. ↑  令和元年度田川市ことしの事業と統計，第40頁。
5. ↑   (PDF). 九州旅客鉄道.   [2020-12-26]. （原始内容存档 (PDF)于2020-11-24）.
6. ↑  令和２年度田川市ことしの事業と統計，第40頁。
7. ↑   (PDF). 九州旅客鉄道.   [2021-09-15]. （原始内容存档 (PDF)于2022-02-27）.
8. 1 2  ，令和４年度田川市ことしの事業と統計，第40頁。
9. ↑   (PDF). 九州旅客鉄道.   [2022-08-26]. （原始内容 (PDF)存档于2022-08-26） （日语）.
10. ↑   (PDF).   [2024-12-30]. （原始内容存档 (PDF)于2023-09-06）.
11. 1 2  ，令和６年度田川市ことしの事業と統計，第40頁。
12. ↑  駅別乗車人員上位300駅（2023年度） （页面存档备份，存于），JR九州。

## 外部連結
- JR九州車田川後藤寺站
- 平成筑豐鐵道・田川後藤寺站 （页面存档备份，存于）（平成筑豐鐵道沿線資訊網站）